# Salient Ridge
Salient Ridge är en bergstopp i Antarktis. Den ligger i Östantarktis. Nya Zeeland gör anspråk på området. Toppen på Salient Ridge är 1 987 meter över havet, eller 58 meter över den omgivande terrängen. Bredden vid basen är 0,78 km.
Terrängen runt Salient Ridge är bergig åt sydväst, men åt nordost är den kuperad. Terrängen runt Salient Ridge sluttar österut. Trakten är obefolkad. Det finns inga samhällen i närheten. 